# Bảo hiểm Bình An
Bảo hiểm Bình An (tiếng Trung 中国平安), tên đầy đủ Công ty Bảo hiểm (Tập đoàn) Bình An Trung Quốc, là một tập đoàn Trung Quốc kinh doanh dịch vụ bảo hiểm, ngân hàng và tài chính. Công ty được thành lập vào năm 1988 và có trụ sở tại Thâm Quyến. "Bình An" có nghĩa đen là "an toàn và tốt đẹp".
Bảo hiểm Bình An là một trong 50 công ty hàng đầu tại Sở giao dịch chứng khoán Thượng Hải. Bình An cũng là một đối tác của Hang Seng Index, nằm trong số 50 công ty hàng đầu tại Sở giao dịch chứng khoán Hồng Kông. Bảo hiểm Bình An còn nằm trong các chỉ số chứng khoán Trung Quốc CSI 300, FTSE China A50 Index và Hang Seng China 50 Index. Bảo hiểm Bình An liên tục được xếp hạng là thương hiệu bảo hiểm toàn cầu hàng đầu thế giới và tính đến năm 2018, là công ty dịch vụ tài chính toàn cầu có giá trị thứ ba trên thế giới.
Bảo hiểm Bình An là công ty bảo hiểm lớn nhất và có giá trị nhất thế giới, trị giá 217 tỷ USD (1,4 nghìn tỷ nhân dân tệ), tính đến tháng 1 năm 2018. Đây cũng là một trong những công ty quản lý tài sản và đầu tư lớn nhất thế giới, với tổng tài sản là 958,5 tỷ đô la Mỹ (6,5 nghìn tỷ nhân dân tệ), tính đến năm 2017.
Bình An đầu tư 1% doanh thu vào R&D, tức là 10% lợi nhuận hàng năm, cho các công nghệ mới của AI, Blockchain và Điện toán đám mây trong mười năm để chuyển đổi các dịch vụ tài chính và hỗ trợ xây dựng năm hệ sinh thái: dịch vụ tài chính, chăm sóc sức khỏe, dịch vụ tự động, dịch vụ bất động sản và dịch vụ thành phố thông minh. Trong những năm qua, Bình An đã ra mắt thành công các doanh nghiệp fintech và HealthTech như Lufax Holding, OneConnect, Ping An Good Doctor (1833.HK) và Ping An HealthKonnect.

## Thị trường chứng khoán
Kể từ ngày 24 tháng 6 năm 2004 Bình An đã được niêm yết trên thị trường chứng khoán Hồng Kông. SEHK: 
Bình An được chọn làm cổ phiếu chỉ số của Hang Seng China Enterprises Index (HSCEI), thay thế cho An Huy Expressway.  
Công ty dịch vụ chỉ số Hang Seng đã thông báo vào ngày 11 tháng 5 năm 2007 rằng Bình An sẽ tham gia với tư cách là cổ phiếu cấu thành Hang Seng Index (Blue Chip Stock) có hiệu lực vào ngày 4 tháng 6 năm 2007.

## Hoạt động
Bình An hoạt động tại Trung Quốc, và tại Hồng Kông và Ma Cao thông qua công ty Bảo hiểm Bình An Hải Ngoại. Ping An cũng có một mạng lưới toàn cầu gồm các chi nhánh và đại lý tại hơn 150 quốc gia.
Vào năm 2010, bộ phận quản lý tài sản của Bình An đã triển khai hệ thống kế toán đầu tư Hiport portfolio của DST Global Solutions để vận hành các hoạt động hỗ trợ.